# Mohammad Ali Mojtahedi
Mohammad Ali Mojtahedi Gilani (en persan : محمدعلی مجتهدی گیلانی), né le 23 septembre 1908 à Lahijan (Gilan, Iran) et mort le 1er juillet 1997, est un professeur d'université iranien et un proviseur du lycée Alborz de Téhéran. Il a participé à la fondation de l'université technologique d'Aryamehr (actuellement université de technologie de Sharif) et a été le doyen de l'École polytechnique de Téhéran (actuellement université technologique d'Amirkabir).
Sa formation universitaire jusqu'au doctorat s'est déroulée à l'université Lille-I et à la Sorbonne.